# Olympische Sommerspiele 1956/Leichtathletik – 400 m Hürden (Männer)

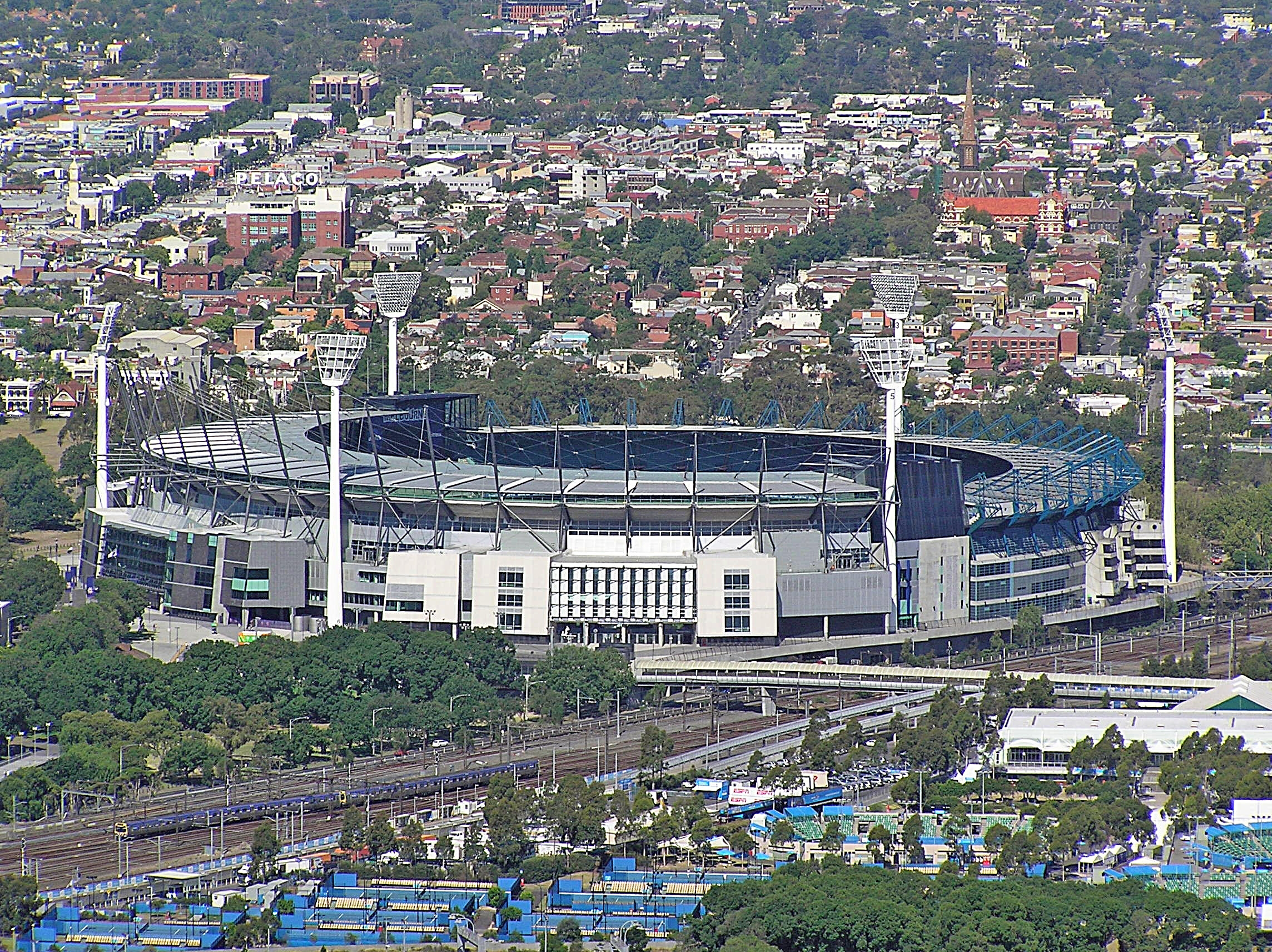
Melbourne Cricket Ground, Olympiastadion (hier im Jahr 2008)

Der 400-Meter-Hürdenlauf der Männer bei den Olympischen Spielen 1956 in Melbourne wurde am 23. und 24. November 1956 im Melbourne Cricket Ground ausgetragen. 28 Athleten nahmen teil.
Die US-Mannschaft feierte einen Dreifacherfolg. Glenn Davis gewann vor seinen Teamkameraden Eddie Southern und Josh Culbreath.
Schweizer, österreichische und deutsche Athleten nahmen nicht teil.

## Rekorde

### Bestehende Rekorde
| Weltrekord         | 49,5 s | Glenn Davis ( USA)   | Los Angeles, USA                    | 29. Juni 1956 |
| Olympischer Rekord | 50,8 s | Charles Moore ( USA) | Viertelfinale OS Helsinki, Finnland | 20. Juli 1952 |
| Olympischer Rekord | 50,8 s | Charles Moore ( USA) | Finale OS Helsinki, Finnland        | 21. Juli 1952 |

### Rekordverbesserung / -egalisierung
Der bestehende olympische Rekord wurde zunächst um sieben Zehntelsekunden verbessert und dann noch einmal egalisiert:
- 50,1 s – Eddie Southern (USA), erstes Halbfinale am 23. November
- 50,1 s (egalisiert) – Glenn Davis (USA), Finale am 24. November

Zum Weltrekord fehlten Eddie Southern und Glenn Davis jeweils sechs Zehntelsekunden.

## Durchführung des Wettbewerbs
28 Athleten traten am 23. November zu sechs Vorläufen an. Die jeweils zwei Laufbesten – hellblau unterlegt – qualifizierten sich für das Halbfinale am selben Tag. Hieraus erreichten die jeweils schnellsten drei Läufer – wiederum hellblau unterlegt –  das Finale am 24. November.

## Zeitplan
23. November, 14:30 Uhr: Vorläufe

23. November, 17:40 Uhr: Halbfinale

24. November, 17:10 Uhr: Finale
Anmerkung: Alle Zeiten sind als Ortszeit von Melbourne angegeben. (UTC + 10)

## Vorläufe
Datum: 23. November 1956, ab 14:30 Uhr

### Vorlauf 1
| Platz | Name            | Nation      | Offizielle Zeit handgestoppt | Inoffizielle Zeit elektronisch |
| ----- | --------------- | ----------- | ---------------------------- | ------------------------------ |
| 1     | Glenn Davis     | USA         | 51,3 s                       | 51,33 s                        |
| 2     | David Lean      | Australien  | 51,4 s                       | 51,55 s                        |
| 3     | Keiji Ogushi    | Japan       | 53,2 s                       | 53,22 s                        |
| 4     | Ovidio de Jesús | Puerto Rico | 54,0 s                       | 54,08 s                        |
| 5     | Pablo Somblingo | Philippinen | 54,5 s                       | 54,66 s                        |

### Vorlauf 2
| Platz | Name                | Nation         | Offizielle Zeit handgestoppt | Inoffizielle Zeit elektronisch |
| ----- | ------------------- | -------------- | ---------------------------- | ------------------------------ |
| 1     | Eddie Southern      | USA            | 51,3 s                       | 51,41 s                        |
| 2     | Harry Kane          | Großbritannien | 51,8 s                       | 51,85 s                        |
| 3     | Geoff Goodacre      | Australien     | 52,5 s                       | 52,85 s                        |
| 4     | Kalim Khawaja Ghani | Pakistan       | 55,1 s                       | 55,36 s                        |
| 5     | Jagdev Singh        | Indien         | 55,2 s                       | 55,36 s                        |

### Vorlauf 3
| Platz | Name           | Nation         | Offizielle Zeit handgestoppt | Inoffizielle Zeit elektronisch |
| ----- | -------------- | -------------- | ---------------------------- | ------------------------------ |
| 1     | Josh Culbreath | USA            | 50,9 s                       | 51,06 s                        |
| 2     | Guy Cury       | Frankreich     | 51,6 s                       | 51,76 s                        |
| 3     | Jaime Aparicio | Kolumbien      | 52,0 s                       | 52,14 s\|                      |
| 4     | Tom Farrell    | Großbritannien | 52,7 s                       | 52,88 s                        |
| 5     | Muhammad Yaqub | Pakistan       | 53,1 s                       | 53,18                          |
| 6     | Tsai Cheng-fu  | Taiwan         | 54,6 s                       | 54,84 s                        |

### Vorlauf 4
| Platz | Name               | Nation       | Offizielle Zeit handgestoppt | Inoffizielle Zeit elektronisch |
| ----- | ------------------ | ------------ | ---------------------------- | ------------------------------ |
| 1     | Ross Parker        | Australien   | 53,5 s                       | 53,51 s                        |
| 2     | Ioannis Kambadelis | Griechenland | 53,7 s                       | 53,66 s                        |
| 3     | Amadeo Francis     | Puerto Rico  | 54,3 s                       | 54,3 s                         |
| DNS   | Igor Iljin         | Sowjetunion  |                              |                                |
| DNS   | Helmut Janz        | Deutschland  |                              |                                |
| DNS   | Christian Wägli    | Schweiz      |                              |                                |

### Vorlauf 5
| Platz | Name              | Nation                | Offizielle Zeit handgestoppt | Inoffizielle Zeit elektronisch |
| ----- | ----------------- | --------------------- | ---------------------------- | ------------------------------ |
| 1     | Juri Litujew      | Sowjetunion           | 51,6 s                       | 51,69 s                        |
| 2     | Gert Potgieter    | Südafrikanische Union | 52,0 s                       | 52,05 s                        |
| 3     | Sven-Oswald Mildh | Finnland              | 52,1 s                       | 52,19 s                        |
| 4     | Alexandre Yankoff | Frankreich            | 53,1 s                       | 53,30 s                        |
| 5     | Marcel Lambrechts | Belgien               | 54,0 s                       | 54,24 s                        |

### Vorlauf 6
| Platz | Name               | Nation         | Offizielle Zeit handgestoppt | Inoffizielle Zeit elektronisch |
| ----- | ------------------ | -------------- | ---------------------------- | ------------------------------ |
| 1     | Anatoli Julin      | Sowjetunion    | 52,1 s                       | 52,22 s                        |
| 2     | Ilie Savel         | Rumänien       | 52,2 s                       | 52,31 s                        |
| 3     | Bob Shaw           | Großbritannien | 52,5 s                       | 52,62 s                        |
| 4     | Ulisses dos Santos | Brasilien      | 53,8 s                       | 53,99 s                        |
| DNS   | Josef Kost         | Schweiz        |                              |                                |

## Halbfinale
Datum: 23. November 1956, ab 17:40 Uhr

### Lauf 1

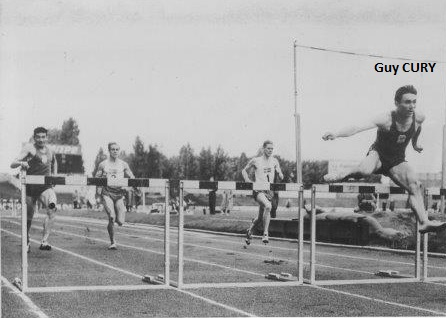
Guy Cury fehlten auf seinem vierten Rang im ersten Halbfinale zwei Zehntelsekunden zur Finalteilnahme

| Platz | Name           | Nation                | Offizielle Zeit handgestoppt | Inoffizielle Zeit elektronisch |
| ----- | -------------- | --------------------- | ---------------------------- | ------------------------------ |
| 1     | Eddie Southern | USA                   | 50,1 s OR                    | 50,26 s                        |
| 2     | Glenn Davis    | USA                   | 50,7 s000                    | 50,78 s                        |
| 3     | Gert Potgieter | Südafrikanische Union | 51,3 s000                    | 51,30 s                        |
| 4     | Guy Cury       | Frankreich            | 51,5 s000                    | 51,66 s                        |
| 5     | Anatoli Julin  | Sowjetunion           | 51,7 s000                    | 51,79 s                        |
| 6     | Ross Parker    | Australien            | 52,6 s000                    | 52,72 s                        |

### Lauf 2
| Platz | Name               | Nation         | Offizielle Zeit handgestoppt | Inoffizielle Zeit elektronisch |
| ----- | ------------------ | -------------- | ---------------------------- | ------------------------------ |
| 1     | Josh Culbreath     | USA            | 50,9 s                       | 50,97 s                        |
| 2     | David Lean         | Australien     | 51,4 s                       | 51,45 s                        |
| 3     | Juri Litujew       | Sowjetunion    | 51,8 s                       | 51,78 s                        |
| 4     | Ilie Savel         | Rumänien       | 52,0 s                       | 52,06 s                        |
| 5     | Harry Kane         | Großbritannien | 52,7 s                       | 52,95 s                        |
| 6     | Ioannis Kambadelis | Griechenland   | 53,8 s                       | 53,93 s                        |

## Finale
Datum: 24. November 1956, 17:10 Uhr
| Platz | Name           | Nation                | Offizielle Zeit handgestoppt | Inoffizielle Zeit elektronisch |
| ----- | -------------- | --------------------- | ---------------------------- | ------------------------------ |
| 1     | Glenn Davis    | USA                   | 50,1 s ORe                   | 50,29 s                        |
| 2     | Eddie Southern | USA                   | 50,8 s0000                   | 50,94 s                        |
| 3     | Josh Culbreath | USA                   | 51,6 s0000                   | 51,74 s                        |
| 4     | Juri Litujew   | Sowjetunion           | 51,7 s0000                   | 51,91 s                        |
| 5     | David Lean     | Australien            | 51,8 s0000                   | 51,93 s                        |
| 6     | Gert Potgieter | Südafrikanische Union | 56,0 s0000                   | k. A.                          |

Die Favoriten in diesem Finale waren die US-Läufer Glenn Davis und Eddie Southern, die beide als erste Athleten unter 50 Sekunden gelaufen waren. Davis gewann die US-Olympiaausscheidungen in der neuen Weltrekordzeit von 49,5 s, Southern wurde Zweiter in 49,7 s.
Im Finale übernahm Southern, der im ersten Halbfinale mit 50,1 Sekunden einen neuen olympischen Rekord aufgestellt hatte, mit scharfem Tempo die Spitze. Bis zur achten Hürde blieb er vorne, musste dann aber Davis passieren lassen. Southerns Kräfte ließen deutlich nach und er kam nicht ganz an seine Leistung aus dem Halbfinale vom Tag zuvor heran.
Nun dominierte Davis das Rennen und gewann mit 0,7 s Vorsprung vor Southern, der seinerseits acht Zehntelsekunden Vorsprung auf den dritten US-Läufer Josh Culbreath hatte. Glenn Davis egalisierte mit seiner Zeit den olympischen Rekord. Juri Litujew, Olympiazweiter von 1952 und zweifacher Vizeeuropameister (1950/1954), wurde als Medaillenanwärter etwas enttäuschender Vierter. Der Südafrikaner Gert Potgieter war bis zur letzten Hürde im Kampf um die Medaillen dabei. An der letzten Hürde stürzte er jedoch, konnte sich jedoch wieder aufrappeln und das Rennen als Sechster zumindest beenden.
Glenn Davis gewann im elften olympischen Finale die neunte Goldmedaille für die USA. Es gab hier zugleich den vierten US-Sieg in Folge.

Es war der insgesamt dritte Dreifacherfolg der USA über 400 Meter Hürden. Von 33 Medaillen gewannen US-Läufer alleine 21.

## Videolinks
- Glenn Jeep Davis 1956 Olympics Australia, youtube.com, abgerufen am 3. Oktober 2017
- Melbourne 1956 Official Olympic Film - Part 2 | Olympic History, Bereich: 11:18 min bis 12:26 min, youtube.com, abgerufen am 15. August 2021